# Sarah Wewitzer
Sarah Wewitzer (Londres, 1756 - 1820) va ser una actriu i cantant anglesa, també coneguda posteriorment com a Lady Tyrawley a Irlanda.

## Vida
Wewitzer va ser batejada el 1756 per Peter i Ann Wewitzer. Era d'ascendència noruega. Va debutar al teatre el 1772, on es va especialitzar en les obres d'Isaac Bickerstaff. Els seus germans, especialment la seva germana més gran i el seu germà Ralph Wewitzer, també van ser destacats artistes. El 1774 hauria cantat als Marylebone Gardens i també hauria tingut actuacions semblants abans de 1772. Així mateix, Wewitzer va actuar moltes vegades al teatre de Smock Alley després de traslladar-se a Dublín. El 1775 la seva reputació era millor que la de la tristament cèlebre Ann Catley.
El seu prestigi es va veure perjudicat quan va decidir anar-se a viure amb James Cuffe, qui llavors era membre del parlament pel comtat de Mayo i era casat. Wewitzer i Cuffe van tenir dos fills junts, entre ells James Jr., un futur parlamentari. L'esposa de James Cuffe va morir el 1808 i Wewitzer va adoptar el títol de "Lady Tyrawley". Cuffe, d'altra banda, havia estat promogut a baró de Tyrawley el 1797.
Wewitzer va morir el 4 d'octubre de 1820 a Ballinrobe.

## Llegat
Al cementiri de l'església de Ballinrobe hi ha una làpida que recorda a Henry Cuffe, mort el 25 d'agost de 1811 i fill de James Cuffe, baró de Tyrawly. En una segona làpida, situada a certa distància de la de Henry, es pot llegir el nom de la Hon. Sarah, baronessa de Tyrawly, morta el 4 d'octubre de 1820.